# آگوستین دلانو
آگوستین دلانو (رومانیایی: Augustin Deleanu; ۲۳ اوت ۱۹۴۴ – ۲۷ مارس ۲۰۱۴) بازیکن فوتبال اهل رومانی بود.
از باشگاه‌هایی که در آن بازی کرده‌است می‌توان به باشگاه فوتبال دینامو بخارست و باشگاه فوتبال استوا بخارست اشاره کرد.
وی همچنین در تیم ملی فوتبال رومانی بازی کرده‌است.